# Anolis concolor
Espèce
Synonymes
- Norops concolor (Cope, 1862)

Anolis concolor est une espèce de sauriens de la famille des Dactyloidae. 

## Répartition
Cette espèce est endémique de l'île de San Andrés dans l'archipel de San Andrés en Colombie.

## Description
Les mâles mesurent jusqu'à 80 mm et les femelles jusqu'à 60 mm.

## Publication originale
- Cope, 1863 "1862" : Contributions to Neotropical saurology. Proceedings of the Academy of Natural Sciences of Philadelphia, vol. 14, p. 176-188 (texte intégral).